# 寺島惇太
寺島惇太（日语：／ Terashima Junta，1988年8月11日—）是日本的男性聲優。出身於長野縣上田市。隸屬於Kenyu Office。血型A型。日本工學院專門学校、talk back畢業。

## 人物
喜歡動畫作品，因此想成為漫畫家或插畫家，但在知道自己缺乏繪畫的才能後，於十八歲的夏天決定成為聲優。

## 演出作品
※粗體字為主要角色。

### 電視動畫
2010年
- COBRA THE ANIMATION（觀眾）

2011年
- 閃電十一人GO（雪村豹牙）[3]
- 寶石寵物 Sunshine（祖其姆祖其姆）

2012年
- 李洛克的青春全力忍傳（收銀員）
- 戰鬥陀螺 鋼鐵奇兵 ZERO G（觀眾C、觀眾D、陀螺戰士）
- 坂道上的阿波羅（男）
- CØDE:BREAKER 法外制裁者（渡邊）

2013年
- RDG 瀕危物種少女（星野）
- 約會大作戰（青年）
- 閃電十一人GO 銀河（雪村豹牙）
- 神不在的星期天（帕洛特）
- 鑽石王牌（學生們、中田中）

2014年
- 未來卡片 戰鬥夥伴（阿瑪奈特·地獄三頭犬、阿瑪奈特·地獄三頭犬「A」、未門陽太、千劍龍、亞歷山大、第一的戰士 艾因達）
- 鑽石王牌（樋笠昭二、上薗、觀眾、山內豐、稻本正明）
- TRINITY SEVEN 魔道書7使者（男子學生）
- 寄生獸 生命的準則（中學生）

2015年
- 鑽石王牌（狩場航、阿部秀夫、福井健斗）
- 飆速宅男 GRANDE ROAD（觀眾）
- 靈感少女（靈A、不良B、男子A、謎之聲、男學生D、男子B）
- Baby Steps ~網球優等生~ 第2期（客）
- 鑽石王牌 -SECOND SEASON-（中田中、樋笠昭二、丸山、狩場航、宮川輝、山內）
- 怪盜Joker 第2期（手下）
- 俺物語！！（3班男子C、男子B）
- 未來卡片 戰鬥夥伴100（阿瑪奈特·地獄三頭犬「A」、未門陽太、千劍龍、第一的戰士 艾因達、魔界死亡金屬 華利弗、洛基·札·艾亞蓋茲、罵詈罵詈龍王 冠軍之路、作業員、五角騎龍 火劍的多貝爾、製作人、超青龍 強特斯拉）
- 氣球狗迪尼（模型馬）
- 槍與面具（男子們、過路人們）
- 青年黑傑克（急救隊員、奇克、阿隆[4]）
- 哆啦A夢（青年B）

2016年
- 從前有座靈劍山（聞寶的隨從、村人、考生）
- 氣球狗迪尼（警察、警官）
- 排球少年！！第二季（作並浩輔、二岐丈春）
- 未來卡片 戰鬥夥伴DDD（阿瑪奈特·地獄三頭犬、龜一）
- 卡片鬥爭!! 先導者G 超越之門篇（青年）
- 鑽石王牌 -SECOND SEASON-（米原悠）
- DAYS（鈴木榮太[5]、觀眾）
- orange橘色奇蹟（長坂）
- 月歌。 THE ANIMATION（松永太一）

2017年
- TSUKIPRO THE ANIMATION （藤村衛[6]）
- 偶像大師SideM（大河武）
- 動畫同好會（中野光輝[7]）

2018年
- 偶像大師 SideM 有理由Mini！（大河武）

2019年
- 就算是爸爸，也想做（成瀨圭壹）
- 滿腦都是○○的我沒辦法談戀愛（木嶋拓海）
- 一弦定音！（桐生櫻介[8]）
- 星光王子 KING OF PRISM -Shiny Seven Star- (一條新)

2020年
- A3！ SEASON SPRING & SUMMER（御影密）

2021年
- BORUTO-火影新世代-NARUTO NEXT GENERATIONS-（科德）
- TSUKIPRO THE ANIMATION 2（藤村衛）

2022年
- 自稱賢者弟子的賢者（葛雷特）
- TRIBE NINE（園田不兆）
- BLEACH 千年血戰篇（死神）
- 飆速宅男 LIMIT BREAK（益田）

2023年
- Paradox Live THE ANIMATION（闇堂四季[9]）
- SPY×FAMILY間諜家家酒（法西爾·格雷）
- 我的推是壞人大小姐。（黑面具）

2024年
- 秒殺外掛太強了，異世界的傢伙們根本就不是對手。（アイン、深井聖一）
- 老夫老妻重返青春（五十嵐將太[10]）
- 我要【招架】一切～反誤解的世界最強想成為冒險家～（レイン[11]）

### 劇場版動畫
2012年
- 閃電十一人GO VS 紙箱戰機W（雪村豹牙）

2014年
- STAND BY ME 哆啦A夢

2016年
- 星光少男 KING OF PRISM by PrettyRhythm（一條新[12]）

2017年
- 星光少男 KING OF PRISM -PRIDE the HERO-（一條新）

2020年
- 星光王子 KING OF PRISM ALL STARS -星光時尚秀 ☆ Best Ten-（一條新）

2024年
- 星光王子 KING OF PRISM -Dramatic PRISM.1-（一條新[13]）

2025年
- 凡爾賽玫瑰（皮耶爾[14]）
- 星光王子 KING OF PRISM -Your Endless Call-（一條新[15]）
- 遠井同學（尾宅秀樹[16]）

### 網路動畫
2017年
- 夢王國與沉睡中的100位王子殿下 短篇動畫（伊拉）

### 遊戲
2011年
- 閃電十一人GO 光明／黑暗（雪村豹牙）

2012年
- 閃電十一人GO 王牌前鋒2013（雪村豹牙）

2015年
- 未來卡片戰鬥夥伴 友情的爆熱對決！（阿瑪奈特·地獄三頭犬）

2016年
- 偶像大師SideM（大河武[17]）
- 菲莉絲的鍊金工房～不可思議之旅的鍊金術士～（雷維·貝爾卡[18]）
- Magical Days the Brats's Parade（御影[19]）
- 美男革命◆愛麗絲與戀之魔法（哈爾＝席爾巴）

2017年
- A3！（御影密）
- 新楓之谷（卡蒂娜（男））
- 動物偶像（朝日悠希）

2018年
- 審判之眼：死神的遺言（杉浦文也）
- 偶像★進行曲（UJ）

2019年
- 怪物彈珠（2019年 - 2024年 迪爾姆德[20]、瑪斯[21]、察伊羅恩[22]、阿布道格[23]、羅摩[24]）

2020年
- 萊莎的鍊金工房2 ～失落傳說與秘密妖精～（塔奧・蒙伽特恩）

2021年
- WIND BOYS！（イジョン/易正）

2022年
- OPUS：龍脈常歌（李莫）

2023
- 寶可夢大師（明耀）

2024年
- 白荆回廊（馬爾斯）

2025年
- 原神（伊法）

### 音樂CD
| 發售日   | 名稱                                                          | 演唱名義 | 歌曲名稱                                                  | 商業搭配                             |
| 2015年   | 2015年                                                        | 2015年 | 2015年                                                    | 2015年                               |
| -------- | ------------------------------------------------------------- | --- | --------------------------------------------------------- | ------------------------------------ |
| 2月20日  | ALIVE 之1 Side.G                                              | Growth［衛藤昂輝（土岐隼一）、八重樫劍介（山谷祥生）、櫻庭涼太（山下大輝）、藤村衛（寺島惇太）］                                                       | 「」 「My Gloria」 「自由の鳥」                           | 《ALIVE》                            |
| 5月29日  | ALIVE 之2 Side.G                                              | Growth［衛藤昂輝（土岐隼一）、八重樫劍介（山谷祥生）、櫻庭涼太（山下大輝）、藤村衛（寺島惇太）］                                                       | 「」 「」 「」                                            | 《ALIVE》                            |
| 8月28日  | ALIVE 之3 Side.G                                              | Growth［衛藤昂輝（土岐隼一）、八重樫劍介（山谷祥生）、櫻庭涼太（山下大輝）、藤村衛（寺島惇太）］                                                       | 「」 「」 「Re:born」                                     | 《ALIVE》                            |
| 11月27日 | ALIVE 之4 Side.G                                              | Growth［衛藤昂輝（土岐隼一）、八重樫劍介（山谷祥生）、櫻庭涼太（山下大輝）、藤村衛（寺島惇太）］                                                       | 「Super Nova」 「」 「」                                  | 《ALIVE》                            |
| 2016年   |                                                               | |                                                           |                                      |
| 4月22日  | ALIVE Growth 花鳥風月「花」篇                                 | Growth［衛藤昂輝（土岐隼一）、八重樫劍介（山谷祥生）、櫻庭涼太（山下大輝）、藤村衛（寺島惇太）］                                                       | 「FLOW AWAY」                                             | 《ALIVE》                            |
| 4月27日  | 劇場版 星光少男 KING OF PRISM by PrettyRhythm Song&Soundtrack | 一條新（寺島惇太）、太刀花雪之丞（齊藤壮馬）、十王院驅（八代拓）、香賀美大河（畠中祐）、西園寺里奧（永塚拓馬）、鷹梁湊（五十嵐雅）、涼野結（内田雄馬） | 「」                                                      | 劇場版動畫《星光少男 KING OF PRISM》 |
| 4月27日  | 劇場版 星光少男 KING OF PRISM by PrettyRhythm Song&Soundtrack | 一條新（寺島惇太） with Over The Rainbow［神濱幸司（柿原徹也）、速水廣（前野智昭）、仁科一月（增田俊樹）］                                             | 「Over the Sunshine! -Shin with Over The Rainbow ver.- 」 | 劇場版動畫《星光少男 KING OF PRISM》 |
| 6月24日  | ALIVE Growth 花鳥風月「鳥」篇                                 | Growth［衛藤昂輝（土岐隼一）、八重樫劍介（山谷祥生）、櫻庭涼太（山下大輝）、藤村衛（寺島惇太）］                                                       | 「」                                                      | 《ALIVE》                            |
| 7月27日  | THE IDOLM@STER SideM ST@RTING LINE -12 THE 虎牙道             | THE 虎牙道［大河武、牙崎漣（小松昌平）、圓城寺道流（濱野大輝）］                                                                                       | 「」 「情熱…FIGHTER」 「DRIVE A LIVE（THE 虎牙道 ver.）」 | 遊戲《偶像大師SideM》                |
| 8月26日  | ALIVE Growth 花鳥風月「風」篇                                 | Growth［衛藤昂輝（土岐隼一）、八重樫劍介（山谷祥生）、櫻庭涼太（山下大輝）、藤村衛（寺島惇太）］                                                       | 「CORONA」                                                | 《ALIVE》                            |
| 8月31日  | KING OF PRISM Music Ready Sparking!                           | 一條新（寺島惇太） | 「Sweet Sweet Sweet」                                     | 劇場版動畫《星光少男 KING OF PRISM》 |

## 外部連結
- 事務所公開簡歷（日語）
- 寺島惇太的X（前Twitter）（日語）